# Vi i villa (roman)
Vi i villa är en roman av den svenske författaren Petter Lidbeck, publicerad första gången 2008 på förlaget Wahlström & Widstrand under pseudonymen Hans Koppel.

## Bakgrund
Romanen är skriven mot bakgrund av att Lidbeck själv bott i villa, en upplevelse han beskriver som ångestfull då han menar att "den sociala strukturen i villaförorten är densamma som på skolgården eller arbetsplatsen. Och hur gärna man än vill kan man inte ställa sig utanför." Han menar dock att villalivet bara är en bakgrund i boken och att den huvudsakligen handlar om en man som tappar greppet om tillvaron.
Lidbeck valde att skriva boken under pseudonym för att omgivningen inte skulle "läsa in en massa" i det han skrivit. Lidbeck menar också att romanen inte är självbiografisk, men att den innehåller "repliker och detaljer ur verkligheten".

## Handling
Vi  i villa handlar om Anders som bor med sin familj, frun Filippa och dottern Anna, i ett villaområde i förorten. Anders känner sig instängd i sin tillvaro och han befinner sig på gränsen till sammanbrott. För att lätta på trycket börjar han att ägna sig åt att trakassera sina grannar: han lägger hundbajs under grannfruns bil, repar nyrika grannmannens billack och messar "Knulla" till chefen från en annan grannes telefon.

## Stil och berättarperspektiv
Stilen i romanen är knapphändig och texten består till stora delar av dialog. Lidbeck har själv sagt att han gillar det avskalade och att han vill "skriva enkelt om svårt, inte tvärtom".
Romanen är konsekvent skriven i andra person singularis. Lidbeck menade att valet av berättarperspektiv gör texten "febrig" och "förhoppningsvis övertalande". Som inspiration har han nämnt Per Wahlöös novell Det växer inga rosor på Odenplan.

## Teman
Den bortskämda medelklassen
Romanen skildrar en bortskämd medelklass som har tillräckliga ekonomiska förutsättningar att kunna konsumera vad de vill. Den har sjunkit ned i bitterhet och avundsjuka och uppträder småaktigt och elakt. Huvudpersonen Anders, som är en del av denna medelklass, ägnar en betydande del av sin tid åt att trakassera de människor i hans närhet som har det bättre förspänt än han har. Svenska Dagbladets recensent Erik Löfvendahl kallade romanen karaktärer för "karikatyrer av en samhällsklass som på något sätt fastnat i ett ingenmansland. De tycks inte längre ha något att på allvar kämpa för och i samhällets finrum, bland de riktigt besuttna, är de knappast hemmastadda heller."

## Mottagande
Bokhora
Bokhoras recensent Jessica Björkäng gav boken ett blandat omdöme där hon konstaterade att den engagerade henne, men också att hon irriterade sig på berättartekniken.
Expressen
Expressens recensent Anders Johansson beskrev Vi i villa som en "briljant liten roman". Han berömde humorn och imponerades över den "fantasifulla precisionen i Anders cyniska beskrivningar".
Svenska Dagbladet
Svenska Dagbladets recensent Erik Löfvendahl rosade boken och kallade den "obehaglig, bitvis skrämmande, men också rolig och underhållande bok, därtill fruktansvärt effektivt och ekonomiskt berättad."
Sydsvenskan
Sydsvenskans anmälare Malena Rydell gav boken ett gott omdöme och kallade den för "svart parodisk". Hon beskrev även Koppel som underhållande.

## Utgåvor
- Vi i villa. Stockholm: Wahlström & Widstrand. 2008. Libris 10601327. ISBN 9789146218722
- Vi i villa. Månpocket, 99-0184541-6. Stockholm: Månpocket. 2008. Libris 10903124. ISBN 9789170016493
- Vi i villa. Enskede: TPB. 2008. Libris 12602267
- Vi i villa [Elektronisk resurs]. Stockholm: Telegram. 2010. Libris 11892566. ISBN 978-91-86183-11-0
- Hans Koppel x3 [Elektronisk resurs] : Vi i villa, Medicinen och Kungens födelsedag. Telegram Förlag. 2012. Libris 13552188. ISBN 9789174230680